# Lago Nyos
El lago Nyos, también conocido como lago Lwi, es un lago de cráter volcánico que se encuentra en un flanco de un volcán inactivo cerca del monte Oku, en el noroeste de Camerún. El lago ocupa todo el cráter del volcán, es uno de los 29 maares que ocupan lo que se conoce como campo volcánico de Oku, parte de una zona de fragilidad cortical, llamada línea volcánica de Camerún, que abarca al estratovolcán monte Camerún, y que se extiende unos 1600 km, con la mitad de su longitud sumergida en el océano Atlántico.
El cráter del lago Nyos quizá se formó a raíz de una erupción freática explosiva hace unos 500 años. Su borde, que alcanza los 1,8 km de ancho, está formado por fragmentos de materiales basálticos que contienen grandes bloques fracturados de granito. 
El lago tiene más de 200 m de profundidad. Durante la temporada de lluvia, el agua desborda la orilla e inunda los valles vecinos.

## Catástrofe de 1986

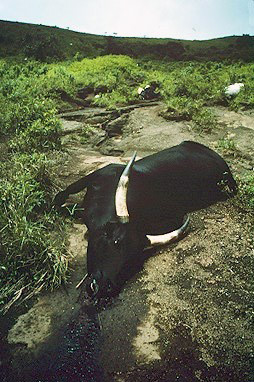
Vacas muertas por gases en el lago Nyos.

El 21 de agosto de 1986, una nube de dióxido de carbono que se escapó del lago Nyos mató a unas 1800 personas y 6000 cabezas de ganado. Hasta 1 km³ de gas, desplazándose a casi 50 km/h, bajó a los valles circundantes, expandiéndose unos 23 km a la redonda. A medida que avanzaba, el pesado gas se ceñía al terreno, desalojando al aire y asfixiando a personas y animales. Algunos testigos afirman que aproximadamente a las 21:00h (hora local) escucharon algo similar a una explosión y vieron cómo sus animales morían. Sólo cuatro personas lograron sobrevivir de las 1300 que habitaban la localidad de Nyos.
Se trata de la erupción límnica más grave de la historia. La emanación de esa gran nube de gas tóxico fue provocada por el agua del lago al saturarse de dióxido de carbono que se filtró de los manantiales subterráneos. Se cree que el gas se desprendió del fondo del lago debido a un derrumbe o un sismo. Desde 1990, un equipo de científicos franceses ha trabajado para desgasificar el lago, y se ha instalado una serie de tuberías a fin de impedir las formaciones de dióxido de carbono en el fondo del lago Nyos.